# 卡塔琳娜·胡贝尔
卡塔琳娜·胡贝尔（德語：Katharina Huber，1995年10月3日—），奥地利女子高山滑雪运动员。她曾代表奥地利参加2022年冬季奥林匹克运动会高山滑雪比赛，获得混合团体金牌。